# Chiara Stefanazzi
Chiara Stefanazzi (Busto Arsizio, 7 agosto 1978) è un'ex ginnasta italiana. È l'atleta italiana più titolata nel twirling.
Nella sua carriera agonistica ha conquistato i seguenti titoli: Mondiale categoria Junior nel 1993, Mondiale categoria Senior nel 1996, Europeo categoria FreeStyle Senior nel 1994, 1996, 1998, 2000, campionessa Italiana Assoluta categoria Senior di 1ª divisione dal 1994 al 2002. Si ritirò dalla carriera nell'agosto del 2002, per poi riprendere circa un anno più tardi.
Il suo gruppo sportivo di appartenenza è il Twirling Club di Sacconago, fondato nel 1978 nella città di Busto Arsizio (e che conta oggi 40 iscritte), per il quale ora riveste il ruolo di istruttore federale.

## Biografia
Nel 1991, a tredici anni, ai mondiali di Padova sfiora il podio ottenendo la quarta posizione nella categoria junior. L'anno successivo, a Parigi, si classifica quinta. Nel 1993, a Den Bosch arriva il suo primo oro mondiale, sempre nella categoria junior.
Nel 1995 conquista il bronzo nella categoria senior e l'anno successivo si classifica al primo posto. Nel 1998 è quinta e nel 2000 è sesta.
Dopo aver ripreso l'attività agonistica, nel 2004 ottiene nuovamente un quarto posto ai mondiali di Osaka.